# Richard Haydn
Richard Haydn, född 10 mars 1905 i London, död 25 april 1985 i Los Angeles, Kalifornien, var en brittisk skådespelare. Haydn medverkade i runt 60 filmer och TV-produktioner.

## Filmografi i urval
- 1941 – Jag stannar över natten
- 1941 – Charley's Aunt
- 1942 – Flygets käcka gossar
- 1945 – …och sen var ingen kvar
- 1945 – I kväll och varje kväll
- 1946 – Husan som inte visste sin plats
- 1946 – De gröna åren
- 1948 – Alla tiders dadda
- 1948 – Kejsarvalsen
- 1951 – Alice i Underlandet (röst)
- 1955 – Jupiters älskling
- 1962 – Myteriet på Bounty
- 1965 – Sound of Music
- 1965 – Mannen från UNCLE (TV-serie)
- 1974 – Det våras för Frankenstein